# Mikleuš
Mikleuš je općina u Hrvatskoj. Nalazi se u Virovitičko-podravskoj županiji.

## Stanovništvo
Prema popisu stanovništva iz 2001. godine, bilo je ukupno 1.701 stanovnika; od toga:
- Hrvati - 1 473 / 86.60 %
- Srbi - 170 / 9.99 %
- Mađari - 1 / 0.6 %
- Rusini - 7 / 0.41 %
- Slovenci - 2 / 0.12 %
- Ostali - 2 / 0.12 %
- Nepoznato - 7 / 0.41 %

| broj stanovnika | 754   | 940   | 1010  | 1184  | 1353  | 1392  | 1326  | 2717  | 3170  | 3205  | 2784  | 2633  | 2380  | 2291  | 1701  | 1464  | 1067  |
|                 | 1857. | 1869. | 1880. | 1890. | 1900. | 1910. | 1921. | 1931. | 1948. | 1953. | 1961. | 1971. | 1981. | 1991. | 2001. | 2011. | 2021. |

| broj stanovnika | 539   | 661   | 695   | 804   | 895   | 961   | 964   | 1109  | 1289  | 1189  | 1050  | 1014  | 981   | 1072  | 914   | 840   | 646   |
|                 | 1857. | 1869. | 1880. | 1890. | 1900. | 1910. | 1921. | 1931. | 1948. | 1953. | 1961. | 1971. | 1981. | 1991. | 2001. | 2011. | 2021. |

## Povijest
Jedna od znamenitosti Mikleuša je i dvorac obitelji pl. Sakač, koji se sada nalazi u privatnom vlasništvu. U vrijeme turskog vladanja ovim krajevima u Mikleušu je postojala turska utvrda. Stariji nazivi Mikleuša su St. Niklos, Miklos, Miklouš.

## Poznate osobe
- Vera Svoboda - pjevačica
- Branimir Dakić - suautor udžbenika matematike za sva četiri razreda srednje škole; pisac brojnih matematičkih knjiga.
- Andrijana Sunči Miklić - profesionalna rukometašica 1. HRL

## Spomenici i znamenitosti
- Spomenik svete Terezije Avilske (postavljen od strane Hrvata u dijaspori)
- Spomenik žrtvama četničkog terora 4. rujna 1991. godine na groblju u Četekovcu.

## Obrazovanje
U Mikleušu je duga tradicija školstva. Današnja zgrada Osnovne škole s 8 razreda je izgrađena 1979. godine. Trenutačni ravnatelj OŠ Mikleuš je prof. Dragan Kraljik.

## Kultura
U Mikleušu djeluje Kulturno umjetničko društvo "Mikleuš" koje je ponovno osnovano 2016. godine.
Njeguju kulturu i tradiciju mikleuškog kraja te su sudjelovali na brojnim smotrama u Hrvatskoj i u inozemstvu.

## Šport
- NK Mikleuš trenutno igra u 1. ŽNL.
- NK Dinamo Četekovac

## Vanjske poveznice
Službene stranice općine Mikleuš,  pristupljeno 2. listopada 2022.